# Laka Mons
Il Laka Mons è una struttura geologica della superficie di Venere.